# 加藤慎一郎
加藤 慎一郎（かとう しんいちろう、1968年4月17日 - ）は、静岡県出身の元サッカー選手、サッカー指導者。現役時代のポジションはディフェンダー。

## 来歴
清水東高校では1学年上に武田修宏、同期に塩川哲也や長澤徹がいる。
法政大学を経て1991年に日本サッカーリーグのNKKサッカー部に加入。1991年3月17日に行われたJSL1部第15節の三菱自動車戦でデビューすると、1990-91シーズンにはリーグ戦8試合に出場し1アシストを記録した。
1993年、日本プロサッカーリーグの清水エスパルスへ移籍。2シーズンに渡り在籍したが、トップチームでの出場機会はなく、1994年限りで退団した。
引退後はサッカー指導者となり、清水の育成組織のコーチや監督を歴任している。

## 所属クラブ
- 静岡県立清水東高等学校
- 法政大学
- 1991年 - 1992年  NKK
- 1993年 - 1994年  清水エスパルス

## 個人成績
| 国内大会個人成績 | 国内大会個人成績 | 国内大会個人成績 | 国内大会個人成績 | 国内大会個人成績 | 国内大会個人成績 | 国内大会個人成績 | 国内大会個人成績 | 国内大会個人成績 | 国内大会個人成績 | 国内大会個人成績 | 国内大会個人成績 |
| 年度             | クラブ           | 背番号           | リーグ           | リーグ戦         | リーグ戦         | リーグ杯         | リーグ杯         | オープン杯       | オープン杯       | 期間通算         | 期間通算         |
| 年度             | クラブ           | 背番号           | リーグ           | 出場             | 得点             | 出場             | 得点             | 出場             | 得点             | 出場             | 得点             |
| 日本             | 日本             | 日本             | 日本             | リーグ戦         | リーグ戦         | リーグ杯         | リーグ杯         | 天皇杯           | 天皇杯           | 期間通算         | 期間通算         |
| ---------------- | ---------------- | ---------------- | ---------------- | ---------------- | ---------------- | ---------------- | ---------------- | ---------------- | ---------------- | ---------------- | ---------------- |
| 1990-91          | NKK              |                  | JSL1部           | 8                | 0                |                  |                  |                  |                  |                  |                  |
| 1991-92          | NKK              |                  | JSL2部           |                  |                  |                  |                  |                  |                  |                  |                  |
| 1992             | NKK              |                  | 旧JFL            |                  |                  | -                | -                |                  |                  |                  |                  |
| 1993             | 清水             | -                | J                | 0                | 0                | 0                | 0                |                  |                  |                  |                  |
| 1994             | 清水             | -                | J                | 0                | 0                | 0                | 0                |                  |                  |                  |                  |
| 通算             | 日本             | 日本             | J                | 0                | 0                | 0                | 0                |                  |                  |                  |                  |
| 通算             | 日本             | 日本             | JSL1部           | 8                | 0                |                  |                  |                  |                  |                  |                  |
| 通算             | 日本             | 日本             | JSL2部           |                  |                  |                  |                  |                  |                  |                  |                  |
| 通算             | 日本             | 日本             | 旧JFL            |                  |                  |                  |                  |                  |                  |                  |                  |
| 総通算           |                  |                  |                  |                  |                  |                  |                  |                  |                  |                  |                  |

## 指導歴
- 1995年 - 清水エスパルス
  - 1995年 ジュニアユース コーチ[7]
  - 1996年 ユース コーチ[7]
  - 1997年 U-21 コーチ[7]
  - 1998年 ユース コーチ[7]
  - 1999年 ジュニアユース コーチ[7]
  - 2000年 - 2007年 ジュニアユース 監督[7]
  - 2008年 - 2014年 ジュニアユース テクニカルディレクター[7][8]
  - 2014年 ユース コーチ[7]
  - 2015年 - 2019年 ユース ヘッドコーチ[7][9]
  - 2020年 - 2021年 U-13 監督[10]
  - 2022年 トップチーム コーチ
  - 2023年 - ジュニアユース三島U-15 監督